# حركة الوفاق الوطني العراقي
حركة الوفاق الوطني هو أحد الأحزاب السياسية الليبرالية في العراق التي يتزعمها رئيس الوزراء العراقي الأسبق الدكتور إياد علاوي. تشكل الحزب أثناء حرب الخليج الثانية عام 1991 كحزب يعارض حكومة الرئيس العراقي السابق صدام حسين.

## بداية الحركة
تشكلت الحركة أثناء حرب الخليج الثانية عام 1991 كحزب يعارض حكومة الرئيس العراقي السابق صدام حسين. خلال انعقاد المؤتمر الأول للمعارضة العراقية، وكانت مهمت الحركة المساهمة
في تعبئة القوى الوطنية ضد نظام صدام حسين، وعرفت بالبداية باسم «حركة الوفاق» وأصدرت هذه الحركة صحيفة دورية باسم “الوفاق” واتخذت من لندن مقراً لها.
ومنذ بداية تأسيسها برزت على السطح الخلافات الموروثة بين قيادتها التي هي في الاصل خلافات شخصية بين قياديين بعثيين سابقين، وفي الاجتماع الذي عقد في الثاني عشر من شباط عام 1992 تقرر فصل إياد علاوي من الوفاق وانهاء صلته بهذا التنظيم بسبب التجاوزات والمخالفات التي عددها قرار الفصل، أما اياد علاوي ورفاقه فقد اعتبروا هذا القرار تصرفاً فردياً، وفي نفس العام شكلوا تجمعاً جديداً باسم “الوفاق الوطني العراقي”، وأكد الوفاق الجديد على ايمانه بالديمقراطية والتعددية، ومن اعضائه البارزين الدكتور تحسين معلة والدكتور صلاح الشيخلي. ومعظم الأعضاء الرئيسيين والمؤسسين للحزب هم ممن تخلوا عن الجيش العراقي أو دوائر الأمن أو المخابرات العراقية ابان حكم الرئيس العراقي السابق صدام حسين وممن هربوا من العراق أبان حكمه وطلبوا اللجوء السياسي خارج العراق.

## نشاط الحركة قبل 2003
تعتبر الحركة من الحركات الناشطة سياسياً واعلامياً، وله علاقات جيدة مع اوساط إقليمية ودولية، وبعد انتفاضة اذار عام 1991 التحق عدد من كبار الضباط العراقيين إلى الحركة، وتصدر الحركة صحيفة دورية باسم “بغداد” صدر عددها الأول في لندن في 1990/12/21 وللوفاق علاقات جيدة مع الولايات المتحدة الاميركية.
كانت حركة الوفاق الوطني العراقي تؤمن منذ البداية ان أفضل طريقة للإطاحة بنظام صدام حسين هو عن طريق انقلاب داخلي يقوم به افراد من قيادات الجيش ودوائر الأمن المحيطة بالرئيس العراقي حيث قامت الحركة وبالتعاون مع وكالة المخابرات الأمريكية بتنظيم محاولة انقلاب فاشلة على الرئيس صدام حسين في عام 1996 الذي قام باعدام 30 ضابطا واعتقال 100 اخرين بتهمة التعاون مع حركة الوفاق الوطني العراقي.

## بعد 2003
بعد سقوط نظام الرئيس صدام حسين في نيسان 2003 عاد قادة الوفاق إلى العراق ونشطوا وشاركوا في تشكيل مجلس الحكم المؤقت، واختير اياد علاوي رئيساً للوزارة في الحكومة المؤقتة في حزيران 2005 والتي انتهت ولايته في نيسان 2005، كما شاركة حركة الوفاق بالانتخابات وحصلت كتلته على 40 مقعداً في الجمعية الوطنية ويعد ترتيبه الثالث من حيث قوته العددية في هذه الجمعية.. وهي تصدر حالياً صحيفة “بغداد” في العراق.
وحركة الوفاق حالياً هي جزء من ائتلاف العراقية التي شاركت في انتخابات مجلس النواب العراقي عام 2010 وحصل هذا الائتلاف على أكثر عدد من الأصوات في تلك الانتخابات، لكن يذكر بسبب جشع مؤسسي هذه الحركة أو الائتلاف فقد تخلو عن رئاسة مجلس الوزراء العراقي التي كانت يجب ان تذهب إلى مؤسس هذا الائتلاف إياد علاوي مقابل المال وقد ذهب الحكم حينها إلى ائتلاف دولة القانون برئاسة «نوري كامل المالكي»، وتتهم حاليا من قبل خصومها السياسيين بأنها حركة مدعومة من السعودية وبعض الدول العربية بسبب علاقتها الجيدة مع تلك الدول ومواقفها ضد إيران.

## ميثاق الحركة
منذ تأسسها عام 1991 وحركة الوفاق الوطني العراقي تستند على مجموعة من الأهداف التالية:-
1- حماية الوحدة الجغرافية للعراق وعدم السماح بأي تدخل في شؤونه الداخلية.
2- العمل بصدق على تحقيق ديمقراطية حقيقية وسن قوانين تحترم حقوق الإنسان طبقاً لقرارات هيئة الأمم المتحدة التي تتضمن الحرية التامة لكل المعتقدات السياسية.

3- العمل على تحقيق استقلالية تامة للنظام القضائي عن السلطة التشريعية والتنفيذية في الحكومة بما يضمن حقوق متساوية لكل العراقيين بصرف النظر عن القومية والدين والثقافة والانتماء السياسي.
4- العمل على عودة العراقيين الذين هجروا قسراً وهربوا جراء بطش نظام صدام وتشجيع الحكومة الجديدة على إنشاء قانون جديد للجنسية يضمن كامل الحقوق للمواطنين.
5- إعادة النظر في كافة القوانين السابقة التي الحقت الاضرار بالمواطنين العراقيين وتعويضهم.

## النشاط الإعلامي للحركة
للحركة ثلاثة مراكز صحفية هي المركز الصحفي الرئيسي ومقره في عمان. وهناك مركز صحفي آخر في كردستان العراق، أما الثالث فمقره في لندن. وان جميع المقالات والتقارير الصحفية التي يحررها المركز تصدر بصورة منظمة باللغتين العربية والإنكليزية.
وأهم المطبوعات والمنشورات التي تصرها الحركة هي:
- صحيفة (بغداد) وهي صحيفة الحركة الرسمية.
- صحيفة (نداء المستقبل).
- نشرات شهرية ثقافية (أوراق ثقافية).
- مطبوعات شهرية سياسية (سلسلة إصدارات) تصدر بصورة شهرية.
- كما وتدعم الحركة إصدار النشرة الشهرية صوت الشباب وهي معنية بشؤون الطلاب والشباب.
- نشرة (الطليعة النسوية) تصدر بصورة شهرية.
- نشرة (المقاتل) تصدر بصورة دورية.

## إذاعة المستقبل
وهي إذاعة تابعة للحركة وهي من أهم المحطات الاذاعية للمعارضة العراقية التي كانت تبث خلال فترة حكم الرئيس العراقي الاسبق صدام حسين وبدأ انطلاق أول بث إذاعي في محطة حركة الوفاق الوطني العراقي داخل كردستان العراق في يوم 28/4/1996، وكان أول بيان تم بثه هو: (هنا المستقبل إذاعة حركة الوفاق الوطني العراقي صوت كل العراقيين الذين يواجهون الظلم والاضطهاد والدكتاتورية، الصوت الذي ينظر إلى الأمام إلى مستقبل آمن وعراق ديمقراطي تعددي سعيد)، وهي تبث حالياً من بغداد على الموجة المتوسطة رقم 1557-1584 كيلوهيرتز.

## وصلات خارجية
موقع حركة الوفاق الوطني العراقي 